# تينجدن TB-001
تينجدن (بالإنجليزية: Tengden TB-001) هي طائرة مسيرة قتالية متوسطة الارتفاع وطويلة المدى (MALE) صممتها شركة Sichuan Tengden. يتم استخدامه من قبل جيش التحرير الشعبي.

## التطوير
تم الكشف عن TB-001 لأول مرة في سبتمبر 2017.
في عام 2020، تم الكشف عن الطراز ثلاثي المحركات من TB-001، والذي استغرق تطويره أقل من ستة أشهر.

## التصميم
تستخدم الطائرة TB-001 تصميمًا مزدوج الذيل. وهي مُزودة بمحركين توربينيين يعملان بمكابس، كُلً منهما يحرك مروحة ثلاثية الشفرات على جانبي جسم الطائرة المركزي، أسفل جناح مستقيم مرتفع.

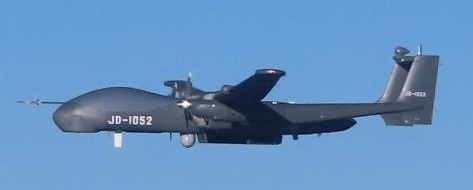
رصدت قوات الدفاع الذاتي الجوية اليابانية TB-001 في بحر الصين الشرقي عام 2024م.

في أغسطس 2021، تم رصد المسيرة مرتين في بحر الصين الشرقي من قِبل قوات الدفاع الذاتي للبحرية اليابانية. في المرة الأولي، كانت فوق بحر الصين الشرقي بدون مرافق، وفي المرة الثانية طارت عبر مضيق مياكو جنباً إلى جنب مع أثنين من طائرات شانشي واي-9.

## المشغلين
جمهورية الصين الشعبية

## الخصائص العامة
الخصائص العامة
- طاقم: لا يوجد
- سعة: الحمولة: 1200 كجم
- طول: 10 م (32 قدم 10 بوصة)
- باع الجناح: 20 م (65 قدم 7 بوصة)
- ارتفاع: 3.3 م (10 قدم 10 بوصة)
- وزن الإقلاع الأقصى: 2,800 كـغ (6,173 رطل)

أداء
- مدى: 6,000 كـم (3,728 ميل؛ 3,240 nmi)
- قدرة التحمل: 35 ساعة مع حمولة 1000 كجم.
- سقف الخدمة: 8,000 م (26,247 قدم)

تسليح

- 4 hardpoints
- 250 kg laser-guided bomb, FT-7 glide bomb, FT-9 guided bomb
- AR-4 air-to-surface missile, AR-3 cruise missile, FT-8D, FT-10 air-to ground missiles

إلكترونيات الطيران

- 280 km communication range with line of sight ground command post, 3,000 km communication range with satellite communication data links